# Arnaud Feist
Arnaud Feist est un chef d'entreprise belge. Il est CEO de Brussels Airport Company depuis 2010.

## Biographie
Arnaud Feist est ingénieur commercial de formation, diplômé de l'école de commerce Solvay de l'Université libre de Bruxelles. Il est également titulaire d'un master en droit fiscal. Après ses études, il a travaillé chez Coopers & Lybrand, Swift et SCA Packaging. En 2005, il devient directeur financier de Brussels Airport Company. En septembre 2009, il devient président par intérim du comité exécutif, succédant à Wilfried Van Assche. En février 2010, il devient PDG de l'exploitant de l'aéroport.
Arnaurd Feist est également membre du conseil d'administration de Brussels Enterprises Commerce and Industry (BECI), de Airports Council International (ACI) et de Airports Council International Europe (ACI Europe), qu'il a présidé de 2013 à 2015. Il est également membre du comité stratégique de la Fédération des Entreprises de Belgique (VBO), membre du comité consultatif de Visitflanders et membre de la Commission aéroportuaire flamande.
À la suite des acquisitions opérées par Brussels Airport Company, Arnaud Feist est également Président du Conseil d'Administration de la société Jetpack.AI et Vice-Président du Conseil d'Administration de SkeyDrone.